# スイス緑の党
スイス緑の党（ドイツ語: Grüne Partei der Schweiz, フランス語: Les verts - Parti écologiste suisse, イタリア語: I Verdi - Partito ecologista svizzero, ロマンシュ語：La Verda - Partida ecologica svizra）は、スイスの環境政党。2024年現在、国民議会では第5党であるが、連邦参事会に議員を擁していない。

## 歴史
1971年にヌーシャテルで地域政党として発足。国政レベルでは1979年にダニエル・ブレラッツが緑の党としては初の国民議会議員に選ばれると、国内の各州や都市で「緑の党」を名乗る組織が続々と誕生する。
こうした中、1983年3月には地方の環境団体を糾合した「スイス緑の党連合」(Federation of Green Parties of Switzerland) が、同年6月には左派団体を中心として「スイス緑の代替党」(Green Alternative Party of Switzerland) という、2つの異なる全国的な組織が結成される。1990年、両組織の統合が試みられるも失敗に終わるものの、後に「スイス緑の代替党」の一部党員が「スイス緑の党連合」に移籍する形で、事実上の結党となった。ただし、緑の党自身は「スイス緑の党連合」が設立された1983年3月28日を結党日としている。1993年に現党名へ改称。
この間、1986年には2名の党員が初めてベルンの参事官となったほか、翌1987年には欧州緑の党へ加入する。また、1990年代には党員が市長や最高裁判所裁判官、州大統領に就く例も見られた。

## 政策
環境主義や公共交通政策を伝統的に重視。外交では平和主義を貫き、経済政策については概ね中道左派である。党員の大多数は欧州連合への加盟を支持。

## 選挙結果

### 国民議会
定数200議席
- 1979年 - 1議席
- 1983年 - 4議席
- 1987年 - 11議席に議席を増やすとともに議会第5党へ
- 1991年 - 14議席
- 1995年 - 9議席
- 1999年 - 9議席
- 2003年 - 14議席
- 2007年 - 20議席
- 2011年 - 15議席
- 2015年 - 11議席[2]
- 2019年 - 28議席
- 2023年 - 21議席[3]

### 全州議会
定数46議席
- 2003年 - 0議席
- 2007年 - 2議席[4]
- 2011年 - 2議席
- 2015年 - 1議席[2]
- 2019年 - 5議席

また、2007年現在、ベルン、ヌーシャテル、ニトヴァルデン、ヴォー、ツークの各州などで与党となっており、閣僚を送り出している州もある。